# Buchara
För andra betydelser, se Buchara (olika betydelser).

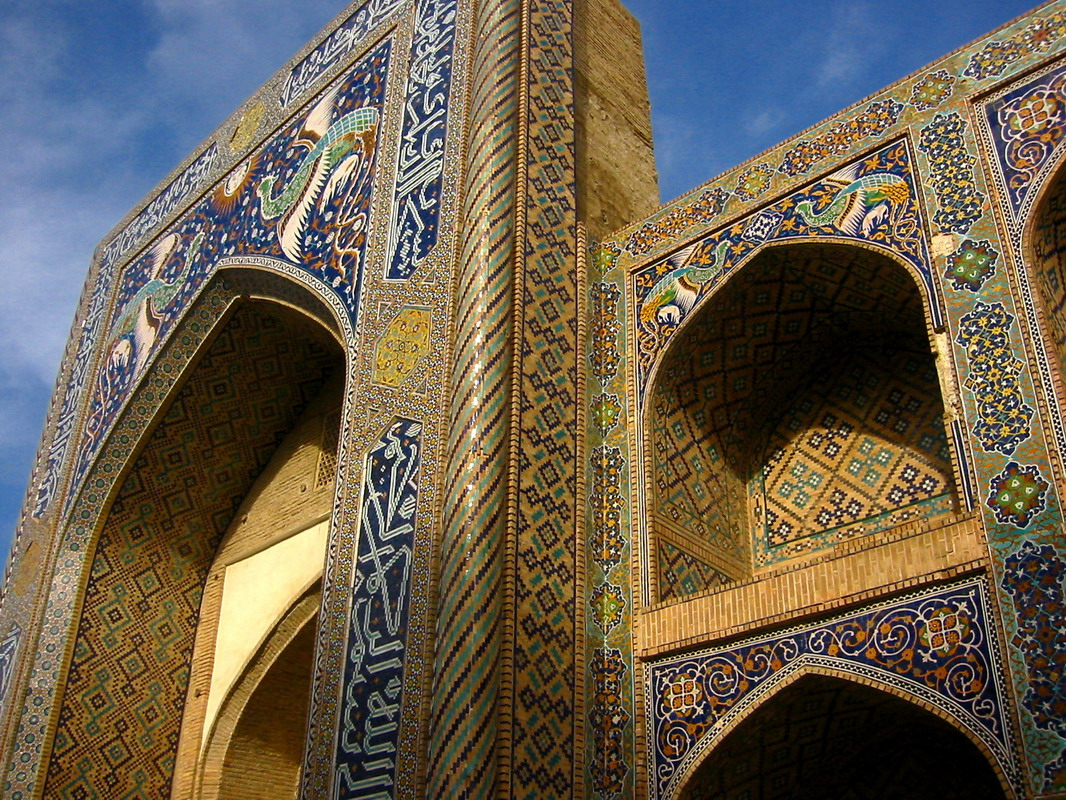
Nadir Divanbegi

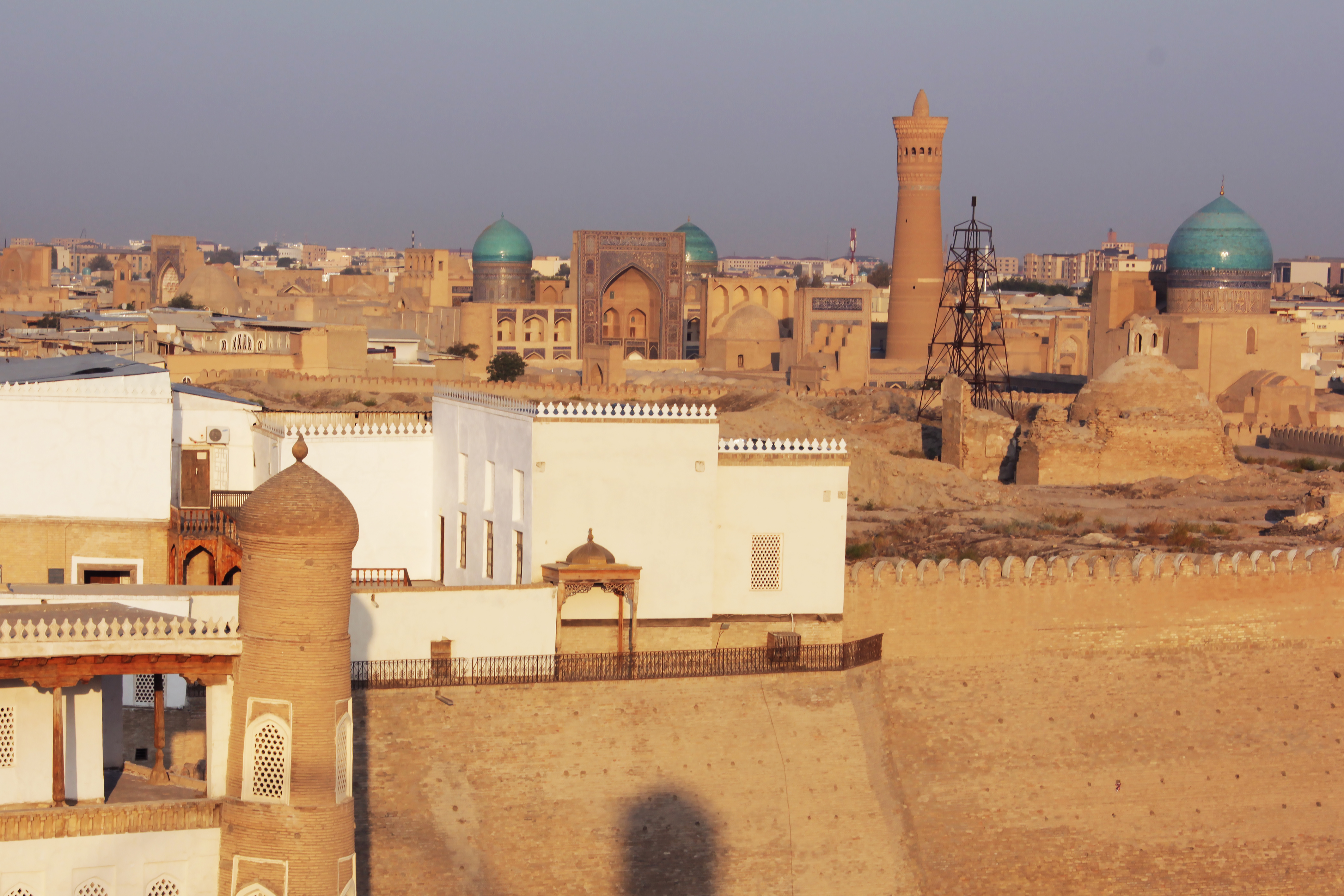

Buchara (även  Bukhara; Бухоро på tadzjikiska, Buxoro på uzbekiska; بُخارا Bokhārā på persiska; Бухара på ryska) är en stad i södra Uzbekistan vid floden Zeravsjan med 247 661 invånare (januari 2005). Staden är huvudort för provinsen med samma namn (Buxoro viloyati på uzbekiska). Under en stor del av sin historia har Buchara varit ett viktigt centrum i det område som har kallats Transoxanien. Staden har som främsta näring bomulls- och silkesindustrier, men är också ett centrum för Uzbekistans begynnande turistindustri.

## Historia
Buchara grundades på 100-talet och var ett viktigt handelscentrum vid Sidenvägen, handelsleden mellan Europa och Kina. Efter att ha blivit muslimsk år 709 tjänade staden som ett av den islamska världens betydande kulturella centra som en del i det Persiska riket. Den styrdes av en inhemsk furstesläkt, som fram till slutet av 700-talet fortsatte att härska vid sidan av de arabiska tahiriderna i Khorasan, vilka 873 störtades av samaniderna. Ismail Samani blev den egentliga grundläggaren av khanatet Buchara. När samaniderna störtades 1004, förlorade Buchara sin politiska ställning.
Staden var ett stort centrum för slavhandeln i Centralasien från åtminstone den yngre medeltiden och framåt, och slavhandeln i Buchara stoppades inte förrän genom den ryska annekteringen på 1800-talet. 
Buchara erövrades 1007 av sultan Muhammed av Chwarizm, och 1220 av mongolerna. Mongolerna härskade till slutet av 1400-talet, då Buchara erövrades av uzbekerna under Sjaibani, vars ätt 1599 efterträddes av schtarchaniderna. 1756 lät Muhammed Rahim av den ursprungligen mongoliska Mankitätten utropa sig till khan. Aschtarchaniderna fortsatte dock att ha en nominell värdighet.
År 1785 blev Buchara emirat under Manghitätten och Shah Murad (1785–1800) blev stadens förste emir. Manghiterna lyckades centralisera makten. Manghithärskarna framställde sig som fromma muslimer och gynnade den traditionella religiösa klassen, ulama, samt sufiordnarna för att befästa sitt styre. Detta ledde sammantaget till en ökad inre stabilitet, befolkningsökning och ekonomisk tillväxt, som i sin tur förde med sig ökad handel med Ryssland.
Samtidigt medförde den despotiska och konservativa regimen att den var oförmögen att förstå de förändringar som ägde rum i omvärlden. Detta blev speciellt ödesdigert visavi Ryssland som år 1868 erövrade staden. Den närmast medeltida sociala strukturen i emiratet, som ett informellt ryskt protektorat, bevarades till 1920. När bolsjevikerna konsoliderat makten vändes blicken mot bland annat Buchara och emiren fördrevs med hjälp av sovjetiska trupper och sovjetrepubliken Buchara proklamerades. Fayzulla Khojajev blev premiärminister och Abdurauf Fitrat utrikesminister. 

## Ett kulturellt centrum
Området kring Buchara fick genom Sidenvägen och olika erövrare impulser från en rad olika kulturer. Den persiske religionsstiftaren Zoroaster, hade levt i Centralasien kring 1500 f.Kr. och staden blev efter sitt grundande kring 100 e.Kr ett centrum för den kult som utgick från honom. Andra viktiga influenser kom från den grekisk/hellenistiska kulturen som förts till området genom Alexander den store och den buddhistiska kulturen i Kushanariket. År 875 blev Buchara huvudstad i det persiska rike som styrdes av samaniderna och blev ett centrum för persisk-islamisk kultur. Området har i flera omgångar styrts av härskare från olika turkfolk. En stor del av befolkningen talar tadjikiska som är en variant av persiska. Den dominerande religionen är sedan 700-talet islam, men Buchara har också bebotts av judar och av nestorianska kristna.
Staden plundrades och brändes av Djingis Khan år 1220 men återuppbyggdes. Uzbeken Muhammad Shaybani erövrade Buchara 1506 och upprättade khanatet Buchara som omfattade Transoxanien och västra delen av Kina. Buchara blev återigen ett kulturellt centrum i Centralasien. Shaybani-dynastin reformerade allmän utbildning och startade koranskolor där man kunde studera teologi, aritmetik, juridik, logik, musik och poesi.
Bucharas stadskärna är Centralasiens bäst bevarade medeltida stad och upptogs år 1993 på UNESCO:s lista över världsarv.